# Miquel Bargalló Sentís
Miquel Bargalló Sentís (Duesaigües ? - Reus 1928) va ser un mestre i pedagog català, pare dels també pedagogs Modest Bargalló i Ardèvol i Miquel Bargalló i Ardèvol.
Ell i la seva dona, Concepció Ardèvol, eren mestres, i van obtenir plaça a Reus el 1910. Els seus dos fills, Modest i Miquel, van ser també mestres. Va estudiar magisteri a Tarragona, i, vinculat amb Reus, va col·laborar assíduament al diari reusenc Las Circunstancias a partir de 1889. El 1892 guanyà una plaça de mestre a Sant Sadurní d'Anoia, el 1893 és traslladat a Sabadell, i el 1910 s'instal·la a Reus. El 1912 va ser nomenat vocal de la Junta d'Instrucció Pública de Reus, i va organitzar la Caixa Escolar d'Estalvis, per a ajudar a nens sense recursos. Va obrir una escola de primera ensenyança al raval de santa Anna, en una casa que va ser requisada als seus fills el 1939. Des de 1912 va ser director de la revista professional El Magisterio Tarraconense, que finalitzà el 1923 amb la Dictadura de Primo de Rivera. En aquesta revista hi col·laborà tota la família Bargalló.